# 達摩院 (阿里巴巴)

公司商标

探索、冒险、动力和远景研究院（英語：Academy for Discovery, Adventure, Momentum and Outlook）、简称达摩院（DAMO Academy）、也稱阿里巴巴全球研究院，是阿里巴巴集團一個民營投資的基礎科學研究機構。2017年10月11日對外公開成立訊息，其詳細計畫中商業機密部分依然佔大多數未完全公開。达摩院在全球共设有7座实验室，分别位于中国杭州及北京，美国圣马特奥（旧金山湾区）和贝尔维尤（西雅图都会区）、俄罗斯莫斯科、以色列特拉维夫和新加坡。

## 目標
達摩院階段目標宣布其未來二十年的目標是打造世界第五大經濟體，為世界解決1億就業機會，服務跨國界的20億人口，為 1000 萬家企業創造盈利的平台。
換言之在達摩院專利所扶植、聯盟或直接持有的企業其經濟總量將打敗世界排名第六之後所有國家，若將達摩院視同一個國家其經濟總量將第五，此為宣告的20年目標。

## 已知成果
平头哥半导体公司是達摩院的孵化成果，2019年該公司陸續公布RISC-V处理器-玄铁910、芯片设计平台-无剑平台、AI推理芯片-含光800等三項成果。
另一方面达摩院量子实验室于2018年率先研制出先進的量子电路模拟器—太章，美国《连线》杂志称这一发明可能可以和谷歌的量子電腦專案並駕齊驅。截至2019年9月，达摩院在国际顶级学术会议上累计发表近450多篇论文，在自然语言处理、智能语音、视觉计算等领域算法夺得40多项世界第一專利。

## 概要
現階段對外界公開的有五個領域總項
- 機器智能研究領域：

下設語音、視覺智能、語言技術、決策智能、城市大腦五個實驗室。
主要圍繞機器學習等前沿技術開展理論，由卡耐基梅隆大學畢業計算機博士、NIPS、SIGIR 會議主席的金榕博士領軍，目標為各種行業的全智能化。
- 數據計算研究領域：

下設計算技術、智能計算、資料庫與存儲三個實驗室。
目標是創造敏捷、生態化的信息基礎設施，由普林斯頓大學畢業的謝源博士負責，其擅長電子設計自動化、和嵌入式系統設計並有上百篇論文。
- 機器人研究領域：

下設一個智能交通實驗室。
圍繞環境感知、高精定位、決策規劃等前沿科技，尤其是機器人駕駛各種機具和無人物流方面，由千人計畫歸國的新加坡南洋理工大學終身教授王剛博士領軍，其是MIT TR35 獲獎者，人工智慧期刊 IEEE TPAMI 編委。
- 金融科技研究領域：

下設金融智能、區塊鏈、生物識別三個實驗室。
可持續的普惠金融服務研發，螞蟻金服副總裁蔣國飛領軍，曾任NEC集團研發副總裁並投稿160篇以上論文。
- X實驗研究領域：

下設量子實驗室、人工智慧實驗室。
研發科技領域最神秘前沿概念的領域，由普林斯頓計算機畢業施堯耘博士領軍，曾在加州理工學院的量子信息中心做博士後研究，曾升任至密歇根大學量子計算正教授。
此外與大學建立了聯合駐校實驗室，目前有五處
- 阿里巴巴浙江大學前沿技術聯合研究中心
- 清華大學阿里巴巴自然交互體驗聯合實驗室
- 阿里巴巴南洋理工大學聯合研究學院
- 中國科學院阿里巴巴量子計算實驗室
- 達摩院交通運輸部公路院車路協同聯合實驗室

### 人才計畫
達摩院積極引進人才計畫，根據外界報導目前分四大類等級
- 研究型實習生計畫（Research Intern） - 面向海內外頂尖高校的博士生、碩士生及本科生提供實習，培養潛在人力庫。
- 研究員計畫 - 吸納挖角全球工業界與學術界已有成就的精英人。
- 阿里巴巴訪問學者計劃（Alibaba Research Fellowship） - 博士畢業2年以上，在國內外高校或研究機構獲得助理教授（Assistant Professor）及以上職稱的有實務操作能力學者，向其提供在阿里各設施的訪問研究機會。
- 博士后科研工作站 - 產學研合作的學術共建平台，讓缺乏資金和配套卻有志研發的博士提交計畫，通過後進入研究站實現自己理想。

## 舉辦活動
- 达摩院青橙奖（DAMO Academy Young Fellow）為一舉辦獎項，名稱意義“青橙”寓意青年学者如成长中的橙子，只要给予适宜环境就能茁壮。只奖励35岁以下的青年科学家，每年出资1000万，面向信息技术、芯片、智能制造等基础研究领域，由角逐者提出申报材料，遴选出10名青年科学家，每人授予100万元人民幣现金奖励、奖金由获奖人自由支配。[5]
- 阿里巴巴全球數學競賽，每年舉辦提供海內外人士報名，選出數學最強者成為人才關注目標[6]。

## 外部鏈接
- 阿里達摩院 （页面存档备份，存于）